# U-450 (tàu ngầm Đức)
U-450 là một tàu ngầm tấn công  Lớp Type VII thuộc phân lớp Type VIIC được Hải quân Đức Quốc Xã chế tạo trong Chiến tranh Thế giới thứ hai. Nhập biên chế năm 1942, nó đã thực hiện được ba chuyến tuần tra nhưng không đánh chìm được mục tiêu nào. Trong chuyến tuần tra cuối cùng, U-450 bị các tàu khu trục hộ tống Anh HMS Blankney, HMS Blencathra, HMS Brecon và HMS Exmoor cùng tàu khu trục Hoa Kỳ USS Madison đánh chìm trong Địa Trung Hải vào ngày 10 tháng 3, 1944.

## Thiết kế và chế tạo

### Thiết kế

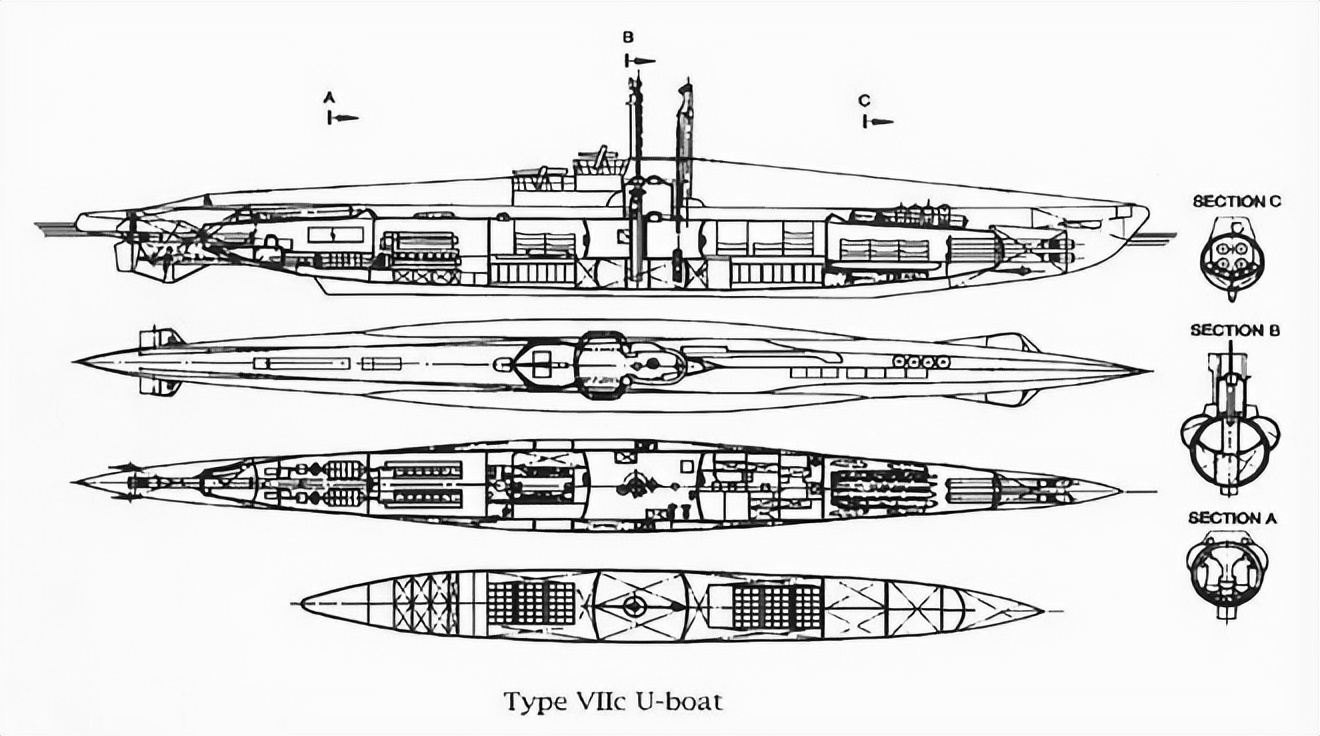
Sơ đồ các mặt cắt một tàu ngầm Type VIIC

Phân lớp VIIC của Tàu ngầm Type VII là một phiên bản VIIB được kéo dài thêm. Chúng có trọng lượng choán nước 769 t (757 tấn Anh) khi nổi và 871 t (857 tấn Anh) khi lặn). Con tàu có chiều dài chung 67,10 m (220 ft 2 in), lớp vỏ trong chịu áp lực dài 50,50 m (165 ft 8 in), mạn tàu rộng 6,20 m (20 ft 4 in), chiều cao 9,60 m (31 ft 6 in) và mớn nước 4,74 m (15 ft 7 in).
Chúng trang bị hai động cơ diesel Germaniawerft F46 siêu tăng áp 6-xy lanh 4 thì, tổng công suất 2.800–3.200 PS (2.100–2.400 kW; 2.800–3.200 bhp), dẫn động hai trục chân vịt đường kính 1,23 m (4,0 ft), cho phép đạt tốc độ tối đa 17,7 kn (32,8 km/h), và tầm hoạt động tối đa 8.500 nmi (15.700 km) khi đi tốc độ đường trường 10 kn (19 km/h). Khi đi ngầm dưới nước, chúng sử dụng hai động cơ/máy phát điện Garbe, Lahmeyer & Co. RP 137/c  tổng công suất 750 PS (550 kW; 740 shp). Tốc độ tối đa khi lặn là 7,6 kn (14,1 km/h), và tầm hoạt động 80 nmi (150 km) ở tốc độ 4 kn (7,4 km/h). Con tàu có khả năng lặn sâu đến 230 m (750 ft).
Vũ khí trang bị có năm ống phóng ngư lôi 53,3 cm (21 in), bao gồm bốn ống trước mũi và một ống phía đuôi, và mang theo tổng cộng 14 quả ngư lôi, hoặc tối đa 22 quả thủy lôi TMA, hoặc 33 quả TMB. Tàu ngầm Type VIIC bố trí một hải pháo 8,8 cm SK C/35 cùng một pháo phòng không 2 cm (0,79 in) trên boong tàu. Thủy thủ đoàn bao gồm 4 sĩ quan và 40-56 thủy thủ.

### Chế tạo
U-450 được đặt hàng vào ngày 21 tháng 10, 1940, và được đặt lườn tại xưởng tàu Schichau-Werke ở Danzig (nay là Gdańsk thuộc Ba Lan) vào ngày 22 tháng 7, 1941. Nó được hạ thủy vào ngày 4 tháng 7, 1942, và nhập biên chế cùng Hải quân Đức Quốc Xã vào ngày 12 tháng 9, 1942 dưới quyền chỉ huy của Hạm trưởng, Trung úy Hải quân Kurt Böhme.

## Lịch sử hoạt động

### 1943
Sau khi hoàn tất việc huấn luyện trong thành phần Chi hạm đội U-boat 8, U-450 được điều sang Chi hạm đội U-boat 9 từ ngày 1 tháng 6, 1943 để hoạt động trên tuyến đầu.

#### Chuyến tuần tra thứ nhất
U-450 khởi hành từ cảng Kiel, Đức vào ngày 27 tháng 5 cho chuyến tuần tra đầu tiên trong chiến tranh. Nó tiến ra Bắc Hải, rồi băng qua khe GI-UK giữa quần đảo Faroe và Iceland để vòng qua quần đảo Anh. Ở vị trí 155 nmi (287 km) về phía Đông Nam Iceland vào ngày 6 tháng 6, nó bị một máy bay ném bom B-17 Flying Fortress thuộc Liên đội 220 Không quân Hoàng gia Anh tấn công, khiến một thủy thủ tử trận và bảy người khác bị thương, và chiếc tàu ngầm bị hư hại đáng kể. Dưới sự trợ giúp của các tàu khác, U-450 đi đến được cảng Brest bên bờ Đại Tây Dương của Pháp đã bị Đức chiếm đóng, đến nơi vào ngày 22 tháng 6.

#### Chuyến tuần tra thứ hai
Xuất phát từ Brest vào ngày 17 tháng 10 cho chuyến tuần tra thứ hai, U-450 có nhiệm vụ vượt qua eo biển Gibraltar được phía Đồng Minh canh phòng nghiêm ngặt để tiến vào hoạt động trong Địa Trung Hải. Con tàu xâm nhập qua eo biển thành công vào ngày 29 tháng 10 và đến được cảng Toulon, Pháp vào ngày 8 tháng 11. Chiếc tàu ngầm được điều động sang Chi hạm đội U-boat 29 từ ngày 1 tháng 12, 1943 để hoạt động trong khu vực Địa Trung Hải.

### 1944

#### Chuyến tuần tra thứ ba – Bị mất
U-450 xuất phát từ càng Toulon vào ngày 14 tháng 2, 1944 cho chuyến tuần tra thứ ba, cũng là chuyến cuối cùng, để hoạt động trong vùng biển Tyrrhenus giữa đảo Sardegna và bán đảo Ý, với ý định tấn công tàu bè Đồng Minh tham gia cuộc đổ bộ lên Anzio. Đến ngày 10 tháng 3, U-450 bị các tàu khu trục hộ tống Anh HMS Blankney, HMS Blencathra, HMS Brecon và HMS Exmoor cùng tàu khu trục Hoa Kỳ USS Madison thả mìn sâu đánh chìm ở vị trí về phía Nam Ostia, Roma, Ý, tại tọa độ 41°11′B 12°27′Đ / 41,183°B 12,45°Đ. Toàn bộ 51 thành viên thủy thủ đoàn của U-450 đều sống sót và bị bắt làm tù binh chiến tranh.